# Ми разом з Росією
Ми разом з Росією (рос. Мы вместе с Россией) — проросійська колабораціоністська організація, що діє на території окупованої Росією Запорізької області України та підтримується російською владою. Його називають «інтеграційним рухом». Рух активно виступає за приєднання регіону до РФ, а також бере активну участь у підготовці «референдумів» щодо анексії окупованих українських територій. Його діяльність організовується партією «Єдина Росія» та «Загальноросійським народним фронтом», очолюваним Володимиром Путіним.
«Ми разом з Росією» активно співпрацює з владою російських регіонів, які взяли «шефство» над Запорізькою областю. За власною заявою, рух «доставляє необхідну гуманітарну допомогу, медикаменти в Запорізьку область і направляє досвідчених працівників для відновлення нормального життя».

## Історія
На початку липня 2022 року член головної ради військово-цивільної адміністрації Запорізької області проросійський політик і колаборант Володимир Рогов заявив, що рух почав формуватися. Рогов повідомив, що «на базі „Ми разом з Росією“ будуть створені Громадські ради, до участі в яких запрошуються всі небайдужі».
Перший громадський штаб руху було відкрито наприкінці липня 2022 року
17 липня Рогов опублікував у своєму Telegram-каналі фото нового дорожнього знака на в'їзді до Запорізької області з написом області російською мовою та логотипом «Ми разом з Росією».

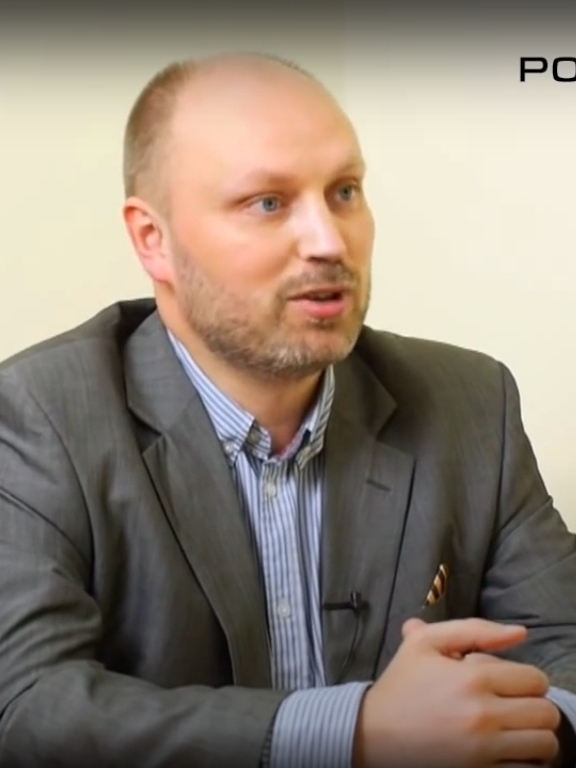
Володимир Рогов, голова організації.

30 липня в окупованій Херсонській області в Херсонському державному університеті проросійські колабораціоністи провели форум «Ми разом з Росією», що завершилося створенням Громадської палати Херсонської області та прийняттям декларації «Російський Херсон». Запорізька організація взяла участь у форумі.
30 серпня, за даними руху, стався напад партизанів біля штабу руху в Бердянську.
5 вересня, за даними руху, два українських безпілотники атакували штаб-квартиру організації в Енергодарі.
7 вересня голова руху Володимир Рогов заявив, що «Запорізька область зосередиться на проведенні 4 листопада голосування за приєднання до Росії». Раніше таку дату референдуму оголосив генсек «Єдиної Росії» Андрій Турчак.
Увечері того ж дня було підірвано штаб руху в Мелітополі. Факт вибуху підтвердив мер Мелітополя Іван Федоров.
20 вересня 2022 року рух звернувся до голови окупаційної адміністрації Запорізької області Євгена Балицького з проханням провести «референдум про приєднання до Росії». За словами голови руху Володимира Рогова, «делегати з'їзду відзначили, що це назавжди відновить мир у Запорізькій області та дасть поштовх для розвитку регіону, а також зупинить агресію українського режиму проти мирного населення».